# تور مانستر بال
تور مانستر بال (انگلیسی: The Monster Ball Tour) دومین تور کنسرت جهانی توسط خواننده آمریکایی لیدی گاگا بود. این تور برای حمایت از آلبوم چندآهنگه او، هیولای شهرت (۲۰۰۹) انجام شد و شامل فهرستی از مجموعه‌های شهرت (۲۰۰۸) بود. این تور در ۲۷ نوامبر ۲۰۰۹ در مونترآل آغاز شد و در ۶ مه ۲۰۱۱ در مکزیکو سیتی به پایان رسید.